# Senes (ort i Spanien)
Senes är en ort i Spanien.   Den ligger i provinsen Provincia de Almería och regionen Andalusien, i den södra delen av landet, 400 km söder om huvudstaden Madrid. Senes ligger 995 meter över havet och antalet invånare är 319.
Terrängen runt Senes är huvudsakligen kuperad, men västerut är den bergig. Runt Senes är det glesbefolkat, med 8 invånare per kvadratkilometer. Närmaste större samhälle är La Mojonera, 12,7 km nordväst om Senes. Omgivningarna runt Senes är i huvudsak ett öppet busklandskap.